# Kassaflöde
Kassaflöde är ett företags inbetalningar och utbetalningar under en tidsperiod, gemensamt kallade betalningsströmmar.
Kassaflödesanalys görs i årsredovisning och visar förändringen i likvida medel under en period, vanligen ett år. Börsnoterade företag lämnar en kassaflödesanalys kvartalsvis vanligen i förkortad version.
Kassaflödesanalysen kan förenklat delas upp i följande grupper: 
- Löpande verksamhet - Består av varulager, fordringar, kortfristiga skulder, årets resultat och skall även innehålla justeringar för avskrivningar.
- Investeringsverksamhet - Består av förvärv av materiella anläggningstillgångar och investeringsverksamheten.
- Finansieringsverksamhet - Består av nyemission, upptagna lån, amortering av skuld, utbetald utdelning, koncernbidrag.

När kassaflödet växer: Exempelvis genom att ta lån (då ökar ju likvida medel).
När kassaflödet minskar: Exempelvis genom att ett företag betalar av ett lån (då sjunker ju likvida medel).
En kontrolluppgift kan sedan göras mot den fjärde gruppen som heter Årets kassaflöde som är summan av löpande, investering och finansiering. Sedan jämför man i en grupp till under årets kassaflöde som heter samma sak, Årets kassaflöde, som är en kontroll om kassaflödet stämmer. Den sistnämnda gruppen anges genom att titta på ökningen/minskningen i Likvida medel som finns i Balansräkningen.
Fritt kassaflöde är ett nyckeltal som används inom aktieanalys. Informationen tas från kassaflödesanalysen i bolagsrapporten. Nyckeltalet syftar till att visa ett bolags verkliga vinst, det vill säga det värde som blir kvar hänförligt till aktieägarna. Som distribueras genom utdelning, återköp av aktier, amortering av lån, likvida medel eller investering i verksamheten.
Fördelen med fritt kassaflöde är att det inte går att manipulera. Till skillnad från den redovisade vinsten i resultaträkningen som går att förbättra genom exempelvis avskrivningar.
Fritt kassaflöde räknas enklast ut genom någon av följande formler:
- Kassaflöde från verksamheten (efter förändring i rörelsekapital)-kassaflöde från investeringsverksamheten.
- Rörelseresultat-betald skatt-avskrivningar(både på materiella- och immateriella tillgångar)-förändring i rörelsekapital-capex.